# Ergasilus briani
Ergasilus briani är en kräftdjursart som beskrevs av Aleksandr Prokofyevich Markevich 1933. Ergasilus briani ingår i släktet Ergasilus och familjen Ergasilidae. Arten är reproducerande i Sverige. Inga underarter finns listade i Catalogue of Life.